# Взятие Сакатекаса (1914)
Взятие Сакатекаса (исп. Toma de Zacatecas) — одно из самых кровопролитных сражений Мексиканской революции. 23 июня 1914 года Северная дивизия Панчо Вильи нанесла решительный удар по федеральным войскам генерала Луиса Медины Баррона, защищавшим город Сакатекас, и захватила его. Победа конституционалистов деморализовала сторонников президента Мексики Викториано Уэрты, что привело к его отставке 15 июля.
Сакатекас, город с серебряными рудниками, был также железнодорожным узлом, который конституционалистам необходимо было захватить, чтобы продвинуться с севера на столицу Мехико. Правительственные войска планировали использовать горные укрепления, окружающие город, чтобы ослабить или уничтожить Северную дивизию Панчо Вильи, наступавшую на юг. Уэрта усилил оборону города, прислав подкрепление генерала Луиса Медины Баррона. Общие силы федералов составляли 12 000 человек. Однако у рядовых призывников, часто случайно набранных, был низкий боевой дух, и они были склонны к дезертирству. Напротив, Северная дивизия Вильи была сравнительно хорошо организована, в ней на ключевых ролях служили профессионалы-перебежчики из федеральной армии, и в её состав входили эффективные артиллерийские и конные подразделения.
Из-за разногласий между Панчо Вильей и Каррансой, главой правительства конституционалистов, первая атака на Сакатекас с 9 по 13 июня была легко отражена федеральными войсками. Вторую атаку на город Вилья спланировал вопреки приказу Каррансы.
Так как Сакатекас окружён высокими холмами, Медина Баррон разместил свои лучшие войска на двух из них — Ла-Буфа и Эль-Грильо, с двумя артиллерийскими батареями для поддержки, а также укрепил два небольших холма — Лорето и Ла-Сьерпе. 20 июня федеральный отряд численностью около двух тысяч человек достиг Сакатекаса. Даже с этим подкреплением гарнизон уступал по численности примерно два к одному окружающей город Северной дивизии.
Панчо Вилья поручила планирование атаки генералу Фелипе Анхелесу, профессиональному солдату и специалисту по артиллерии. Анхелес решил воспользоваться большей численностью и превосходящей артиллерией сил конституционалистов и штурмовать город со всех сторон, сосредоточив огонь артиллерии на Ла-Буфа и Эль-Грильо.
Обстрел начался 23 июня в 10 часов утра. Сам Панчо Вилья возглавил несколько кавалерийских атак на Эль-Грильо, в то время как Анхелес направил огонь двадцать девять полевых и горных артиллерийских орудий на оба холма. Вилья захватил Эль Грильо в 13:00. Генерал Медина Баррон и его люди оставили Эль-Грильо и отступили в город. Ближе к вечеру был захвачен Ла-Буфа, и оставшиеся федеральные войска эвакуировались на Пласа-де-Армас.
С потерей северных высот сам Сакатекас со всех сторон стал подвергался артиллерийскому и ружейному обстрелу. Началась паника, поскольку защитники ожидали, что люди Вильи не будут никого щадить. Многие солдаты бросали оружие, снимали форму и прятались. Одни уцелевшие федеральные войска пытались покинуть город, другие продолжали отчаянно сопротивляться, ведя уличные бои. Чтобы избежать капитуляции, подполковник, защищавший федеральный штаб, взорвал склад боеприпасов. Взрыв разрушил целый квартал в центре Сакатекаса, сотни человек погибли.
Медина Баррон приказал отступать в соседний город Гваделупе, по дороге на Агуаскальентес, откуда ожидалось подкрепление. Однако отступающая колонна численностью около 1500 федеральных солдат обнаружила, что путь им преградили 7000 свежих конституционалистов. Большинство дезорганизованных федералов были убиты их стрелками, стрелявшими со склонов по обе стороны дороги.
Ночью многие дома города были разграблены, а их обитатели убиты вильистами, которые не делали различий между солдатами и гражданскими лицами. Федеральные офицеры, взятые в плен, были расстреляны. Убийства пленных продолжались до тех пор, пока не прибыл генерал Фелипе Анхелес и не приказал прекратить казни.
Всего погибло около 6 000 — 7 000 защитников, многие были ранены, и только Медина Баррон и несколько сотен человек достигли безопасного места в Агуаскальентесе. Около 700 человек Вильи были убиты и 1500 ранены.
Из-за разногласий с Каррансой Вилья не смог воспользоваться победой и отошёл на север. Северо-западный армейский корпус конституционалистов под командованием Альваро Обрегона возглавил наступление на Мехико. 15 июля президент Уэрта ушёл в отставку и бежал в изгнание.